# 花田紀凱
花田 紀凱（はなだ かずよし、1942年〈昭和17年〉9月13日 - ）は、日本の雑誌編集者。『月刊Hanada』編集長、責任編集者。元『週刊文春』元『月刊WiLL』編集長。

## 経歴・人物
東京府生まれ。東京都立千歳高等学校（現東京都立芦花高等学校）、東京外国語大学外国語学部英米語学科（現・言語文化学部言語文化学科英語専攻）卒業。

### 文藝春秋時代
1966年に文藝春秋入社。『オール讀物』編集部に配属され、池波正太郎、五味康祐、瀬戸内晴美、藤原審爾などを担当。1968年11月に『週刊文春』編集部へ異動。以降基本的に『週刊文春』編集部と『文藝春秋』編集部を行き来し、『Emma』編集部にも創刊準備期間を含めて1年半ほど在籍。
1988年、『週刊文春』編集長に就任後は、タカ派の論調を展開。同誌を週刊誌売上トップへと育て上げた。コラムニストの勝谷誠彦は同社時代の部下であり、勝谷が取材した女子高生コンクリート詰め殺人事件では、「野獣に人権はない」と編集長として加害少年の実名報道にゴーサインを出し、大きな議論を呼んだ。1993年9月23日号「美智子皇后のご希望で、昭和天皇が愛した皇居自然林が丸坊主」、1993年9月30日号「宮内庁VS防衛庁に発展か　天皇、皇后両陛下は『自衛官の制服』がお嫌い」の記事に対しては1993年9月末に宮内庁から抗議され、当時編集長だった花田は「小誌の記事が美智子皇后バッシングといわれるのは本意ではありません。強いていうならば、宮内庁批判のつもりです。」とコメントを出した。
1994年『マルコポーロ』編集長に異動（初代・2代目では部数が伸び悩み、3代目）。順調に部数を伸ばしていたが、1995年2月号において、西岡昌紀によるホロコースト否認論を掲載。サイモン・ウィーゼンタール・センターから抗議を受け廃刊。
花田自身も解任され、閑職といわれる『戦後史企画室』に異動。分掌業務とは別に、新雑誌の企画を提案するなどしていたが、だんだんと出社しなくなり、事件1年後の1996年に退社した。

### 文藝春秋退社後
『週刊文春』時代に何度も批判記事を載せた朝日新聞社の契約編集者となり、その“右から左へ”の転身ぶりが話題となる。朝日新聞内外から強い反対があったが、経営陣はこれを無視して花田を受け入れた。
1996年秋に創刊された女性誌『uno!』の編集長に就任。「男も読める女性誌」を目指したが、花田・朝日新聞双方にノウハウのない状態で部数は伸び悩み、2年後の1998年6月に赤字で休刊。
同時に角川書店に移籍した。中から見た朝日について「文春とは全然違う。組織が大きいから官僚的にならざるを得ないし、官僚的でないとうまくいかない」「即断即決ができないので雑誌作りには馴染みにくい」「（週刊誌で可能だった）10本の記事のために集めた20本の原稿を執筆者に謝って没にする、というようなことができない」といった感想を当時のインタビューで述べている。
角川では『月刊フィーチャー』発行人（1998年）・『MEN'S WALKER』編集長（1999年）を務めたが長続きせず、いずれも部数が伸びずに休刊した。文春時代から相次いで雑誌を潰したことを西原理恵子に「雑誌クラッシャー」と揶揄されたこともある。
2000年12月に角川書店を退社。2001年に宣伝会議の常務取締役に就任し、月刊誌『宣伝会議』編集長、『編集会議』編集長を務めた。2004年にワック・マガジンズに取締役として迎えられ、同年11月に創刊された『WiLL』の編集長に就任。
雑誌以外にも、テレビやラジオでコメンテーターを務めている。『噂の眞相』の元編集長岡留安則と親交があり、花田が『TVウワサの眞相』に出演したり、岡留が『WiLL』に連載を持つこともあった。
また、産経新聞に「週刊誌ウォッチング」の連載をするなど、週刊誌報道のご意見番となり、「最近の週刊誌はネットで資料集めをして取材もせずに書いているというのが読んでミエミエ。それをまたデスクが見抜けない」と苦言を呈していた。ところが、自ら編集長を務める『WiLL』(2006年5月号) に、社民党（旧社会党）元党首の土井たか子を「本名『李高順』、半島出身とされる」と記述し、慰謝料1000万円と謝罪広告の請求訴訟を起こされる。2008年11月13日、神戸地裁尼崎支部は「明らかな虚偽」として『WiLL』に200万円の賠償を命じた。この判決は最高裁で確定している。
お笑い芸人としての爆笑問題を絶賛しており、2002年には「爆笑問題にはぼくが雑誌をやり続けている限り、登場してほしい」といった発言をし、『WiLL』のあと『月刊Hanada』で「爆笑問題の日本原論」の連載が行われている。
2007年、アメリカ合衆国下院121号決議がなされたとき、「慰安婦問題などなく、売春組織と売春婦が存在しただけ」というチャンネル桜主導の抗議書の賛同者として名前を連ねた。
日中の経済交流を進める愛華訪中団にマスコミ関係者として複数回参加しており、東北地方太平洋沖地震と福島第一原子力発電所事故が発生した2011年3月11日にも勝俣恒久（当時東京電力会長）が団長をつとめる団に参加していた。
『WiLL』や『週刊文春』時代に攻撃的なスタンスを取っている朝日新聞について上記のインタビューで「優秀な人が多い」と認めており、「個人的に話してみたら全然違う話があったりする。論説がどういう仕組みでできるのか、どこかの雑誌で一回レポートすればおもしろいなと思うんですよ」などと述べている。
2016年2月、ワックマガジンズを退職するとともに『WiLL』編集長を退任、飛鳥新社に移って創刊予定の新雑誌で編集長を務める見込みと報じられた。3月18日、新雑誌の編集発行や編集部員の「引き抜き」が「競業避止義務並びに善管注意義務及び忠実義務に違反する」としてワックマガジンズの取締役を解任される。月刊『創』編集長の篠田博之は花田に対する取材で、花田からはそれとは異なる経緯・理由を聞いているとしている。4月26日に飛鳥新社から創刊された『月刊Hanada』の編集長となったが、表紙のデザインが『WiLL』に酷似していることについて、『WiLL』編集部側はツイッターで「類似商品」「読者を愚弄する行為」と批判している。
2018年7月、杉田水脈が「新潮45」2018年8月号に「LGBTのために税金を使うことに賛同が得られるものでしょうか。彼ら彼女らは子どもを作らない、つまり生産性がないのです」などと寄稿した事について、花田は「そもそも杉田さんが書いたものに対してデモで押しかけたり、議員を辞めろというのは行き過ぎだと思った」と述べ、「何をもってヘイトなのか僕にはわからない」「言論には言論を」と、自身が編集長を務めるhanadaは2018年12月号で「朝日と連動して言論の自由を潰した新潮社」と題した櫻井よしこや門田隆将らと対談した。ところがこのとき花田が「杉田論文を最初に問題視したのは朝日新聞」と述べたことについて、その後MBS毎日放送『映像 (テレビ番組)』の『バッシング　―その発信源の背後に何が―』（2018年12月16日放送）の番組ディレクターから朝日より2日早い7月21日にすでに毎日新聞のデジタル版が「「生産性なし」自民・杉田議員の寄稿が炎上」と記事にしていた事を指摘されると、花田は「そうなんだよね。そうですよね、それはね。でも、毎日新聞は、そのー、あの、弱いんですよね。部数も圧倒的に少ないし、うん。そうですね。それはおっしゃる通りですね。毎日だと。まあそうかもな。はい（笑）。でも、毎日じゃあ売れないと。やっぱり毎日新聞じゃダメなんだよ。朝日新聞じゃなきゃ（笑）」と発言した。
2018年12月19日に行われた雑誌『正論』と月刊『Hanada』による有料トークイベントにおいて民主党政権で首相だった鳩山由紀夫、菅直人に関し「『元首相』の資格を剥奪すべきだ」と発言し、「産経新聞・正論がなければ日本は大変なことになる」とエールを送った。
広島東洋カープのファンである。

## 統一教会との関係
- 花田が編集長を務める『Hanada』には、統一教会の機関紙「世界日報」編集局長の藤橋進や、統一教会幹部の鴨野守や、統一教会信者の信教の自由や名誉棄損を巡る一連の裁判で原告代理人を務めている弁護士の徳永信一など、複数の統一教会関係者が寄稿している[21][22][23][24][25]（詳細は『Hanada』を参照）。
- 2019年5月10日、花田はネット番組「言論テレビ」に、「世界日報」編集局長の藤橋進をゲストとして招いて対談し、藤橋の執筆した記事の宣伝を行なった[26][27]。
- 2022年9月24日、現代ビジネスに掲載された斎藤貴男との対談で、花田は「僕は『世界日報』を忌避していない。スクープを取ってくる腕のいい記者がいる右派新聞だと認識している」と述べた[28]。

## 幸福の科学との関係
- 2015年5月、新興宗教「幸福の科学」の政治団体「幸福実現党」党首の釈量子が「慰安婦」資料への反論書をパリ・ユネスコ本部に提出する際に、花田は名を連ねた[29]。
- 2019年8月17日、「幸福の科学」の関連団体「幸福の科学出版」が運営するサイト「ザ・リバティWeb」に、『本誌は2013年10月号で、当時、「WiLL」の名物編集長だった花田紀凱氏(現「月刊Hanada」編集長)を取材した。花田編集長は霊言について、「何冊かはパラパラと読んでいるし、新潮や文春関係者の霊言はちゃんと読みましたよ。面白いなとは思うんだけれども。自分がこれ、やられたら困っちゃうなと(笑)」と語っていた。本誌が発刊されて約1カ月後、「守護霊や霊言をどう考えているか」という本心を探るため、大川総裁は花田編集長の守護霊霊言を収録した。花田編集長の守護霊は「困ったなあ」と、地上の本人と同じ言葉を連発した。』という文章が掲載されたた[30][31]。

## 著書
- 『花田式 噂の収集術』ベストセラーズ、1997年1月。
- 百瀬博と共著『教総会屋から見た日本企業―大笑い！　「目くそ鼻くそ」の相関関係』光文社〈カッパ・ブックス〉、1998年5月。
- 『花田編集長！ 質問です。　出版という仕事で生きる』ユーリード出版、2004年9月。
- 『編集者！』ワック、2005年2月。
- 櫻井よしこと共著『「正義」の嘘：戦後日本の真実はなぜ歪められたか』産経新聞出版〈産経セレクト〉、2015年3月。
- 櫻井よしこと共著『「民意」の嘘：日本人は真実を知らされているか』産経新聞出版〈産経セレクト〉、2016年6月。
- 門田隆将と共著『『週刊文春』と『週刊新潮』 闘うメディアの全内幕』PHP研究所〈PHP新書〉、2017年12月。
- 櫻井よしこと共著『朝日リスク：暴走する報道権力が民主主義を壊す』産経新聞出版〈産経セレクト〉、2018年3月。
- 『財務省「文書改竄」報道と朝日新聞　誤報・虚報全史』飛鳥新社（月刊Hanadaセレクション）、2018年4月。
- 『安倍晋三総理が闘った 朝日と文春』産経新聞出版〈産経セレクト〉、2022年9月。
- 和田秀樹と共著『70歳からが本物の成長期』サンマーク出版、2023年2月。

## 出演番組
- ムーブ!（朝日放送）隔週月曜日（※月に二度程度で、部下であった勝谷誠彦と共に出演）
- たかじんのそこまで言って委員会（よみうりテレビ）日曜日

### 不定期
- 花田紀凱 ザ・インタビュー（BSイレブン）第1日曜日に放送（2008年9月まではTOKYO MXにて放送されていた。）
- 号外!!爆笑大問題（札幌テレビ）　ゲスト
- TVウワサの真相（朝日ニュースター、2007年3月終了）不定期